# Sphinx Automobilwerke

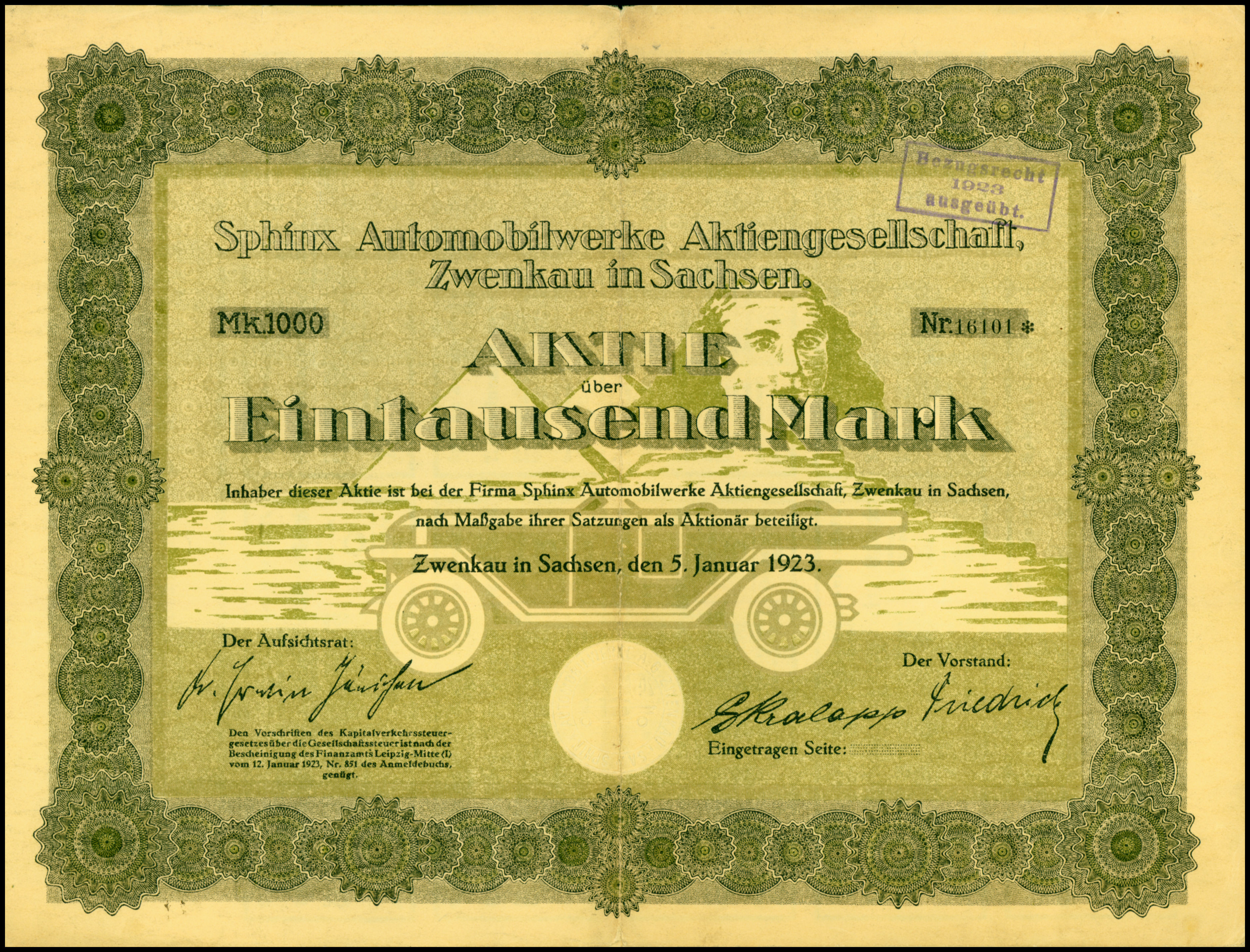
Aktie über 1000 Mark der Sphinx Automobilwerke AG vom 5. Januar 1923

Die Sphinx Automobilwerke AG waren ein deutscher Automobilhersteller in Zwenkau. Von 1920 bis 1925 wurden dort Wagen der unteren Mittelklasse hergestellt.
Die vierrädrigen Fahrzeuge wurden von einem 4/16-PS- oder einem 5/22-PS-Motor angetrieben.

## Quelle
- Werner Oswald: Deutsche Autos 1920–1945, 10. Auflage, Motorbuch Verlag Stuttgart (1996), ISBN 3-87943-519-7, Seite 457